# Pink (manga)
Pink (ピンク Pinku?),(en japonés: ピンク, Hepburn: Pinku), subtitulado The Rain Jack Story, es un manga one-shot japonés escrito e ilustrado por Akira Toriyama. Originalmente se publicó en la edición de diciembre de 1982 de la revista Fresh Jump de Shueisha el 23 de octubre de 1982. Pink fue lanzado en Norteamérica por Viz Media el 7 de diciembre de 2021 como parte del Manga Theatre de Akira Toriyama. Toei Animation adaptó el manga a una película de anime en 1990 titulada Pink: Water Bandit, Rain Bandit (Pink みずドロボウあめドロボウ, Pinku Mizu Dorobō Ame Dorobō).

## Argumento
Una joven llamada Pink se gana la vida como misteriosa bandida robando agua para ella, de la turbia Silver Company. A pesar de una sequía de un año, Silver Company de alguna manera ha logrado obtener ganancias vendiendo un suministro constante de agua a precios escandalosos, lo que los convierte en objetivos preferidos para los ladrones.
Debido al físico joven y femenino de Pink y su rostro oculto detrás de unas gafas protectoras, todos sus oponentes asumen que el bandido es un pequeño tipo. Después de numerosos robos, el jefe de la empresa, Silver, llama al sheriff local Cobalt Blue para detener al bandido y llevarlo ante la justicia. Con poca información, Blue va en busca del bandido. Se encuentra con la casa de Pink, que encuentra sospechosa, ya que hay una moto voladora y una exuberante palmera que prospera en medio de la sequía. Él le hace algunas preguntas, pero no se da cuenta de nada a pesar de toda la evidencia que lo rodea. Pink está absolutamente dispuesta a responder a sus preguntas ya que está enamorada de él.
Más tarde esa noche, después de tener un sueño sobre ella y Blue caminando bajo la lluvia con el paraguas de sus padres, Pink se dirige a Silver Company para un último gran atraco. Mientras tanto, Cobalt Blue finalmente se da cuenta de que el bandido y Pink son la misma persona y va tras ella. Pink realiza un asalto directo a la empresa y derrota a la mayoría de las fuerzas, pero encuentra serios problemas al enfrentarse a un asesino profesional.
Justo cuando está a punto de morir, Cobalt Blue interviene y salva a Pink. En ese momento, White encuentra a Kaminari encerrada en el sótano. Resulta que la sequía fue el resultado de que Silver Company retuvo a Kaminari y lo obligó a producir agua para vender. Con Kaminari libre, procede a recuperar el tiempo perdido y produce lluvia. Desafortunadamente, se pasa de la raya y el manga termina con la tierra completamente inundada. Pero Pink finalmente tiene a Blue para ella sola en el paraguas de sus padres, que usan como bote.

## Personajes
Pink (ピンク?)
Una adolescente que perdió a sus padres dos años atrás. Comparte vivienda con sus amigos Black y White. Es muy habilidosa en el manejo de armas de fuego, motos voladoras y ama bañarse
Black (ブラック?)
Amigo perezoso y parlante, parecido a un lagarto, de Pink.
White (ホワイト?)
Robot volador y parlante amigo de Pink,  especialista en reconocimiento.
Cobalt Blue (コバルト・ブルー?)
Un famoso sheriff del que Pink está enamorada
Silver (シルバー?)
Propietario de Silver Company.

## Publicación
Escrito e ilustrado por Akira Toriyama, Pink es un manga one-shot publicado en la edición de diciembre de 1982 de la revista Fresh Jump de Shueisha lanzada el 23 de octubre de 1982.  El autor dijo que fue creado en un momento en que ya no tenía miedo a dibujar chicas y quería experimentar con el lado femenino del personaje principal.  Pink se incluyó más tarde en Manga Theatre Vol. de Akira Toriyama de 1988. 2 . La serie recibiría otra reimpresión en Akira Toriyama Mankanzenseki 2 el 18 de septiembre de 2008. El one-shot fue lanzado en inglés por Viz Media el 7 de diciembre de 2021 como parte de su volumen único Akira Toriyama's Manga Theatre .

## Anime

Póster de la película de anime; mostrando la imagen renovada de algunos de los personajes.

Casi ocho años después de que Pink se publicara por primera vez, Toei Animation produjo una adaptación cinematográfica de anime titulada Pink: Water Bandit, Rain Bandit. El director Toyoo Ashida cambió los diseños de varios personajes, incluidos los de Pink, Cobalt Blue y Kaminari.  Ashida cambió a Pink de una adolescente a una niña y antes de que pudiera decírselo al autor original, Toriyama le envió un rediseño mostrándola también más joven; ambos estaban pensando lo mismo sin saberlo. Se mostró exclusivamente como parte del evento Akira Toriyama: The World en la Toei Anime Fair del 7 de julio de 1990, junto con otras dos creaciones de Toriyama, Young Master Ken'nosuke y Dragon Ball Z: The Tree of Might. La película se distribuyó en video el 8 de marzo de 1991 junto con Young Master Ken'nosuke. La música de la película se lanzó como parte de los álbumes Akira Toriyama: The World y Pink Songs & BGM. En mayo de 1994, Shueisha publicó un cómic de anime de Pink and Young Master Ken'nosuke.

## Recepción
La crítica de Manga Theatre de Akira Toriyama para Comic Book Resources, por Jonathon Greenall señaló a Pink como lo más destacado de la colección.

## Alusiones a otras obras
Pink tiene similitudes con otras historias de Toriyama como Pola & Roid de 1981 y la serie Sand Land de 2000. El personaje del título también se puede comparar con la primera aparición del personaje de Bola de Dragon, Yamcha, ya que ambos son ladrones que viven en el desierto y se acompañan de curiosas criaturas parlantes.